# Vrbičany (ort i Tjeckien, Ústí nad Labem)
Vrbičany är en ort i Tjeckien.   Den ligger i regionen Ústí nad Labem, i den nordvästra delen av landet, 50 km nordväst om huvudstaden Prag. Vrbičany ligger 208 meter över havet och antalet invånare är 314.
Terrängen runt Vrbičany är huvudsakligen platt, men åt nordväst är den kuperad. Terrängen runt Vrbičany sluttar österut.Runt Vrbičany är det ganska tätbefolkat, med 67 invånare per kvadratkilometer. Närmaste större samhälle är Litoměřice, 8,5 km norr om Vrbičany. Trakten runt Vrbičany består till största delen av jordbruksmark.